# 南志雄村
南志雄村（みなみしおむら）は、石川県羽咋郡にあった村。現在の宝達志水町中心部の南東にあたる。

## 地理
- 山 : 臼ヶ峰
- 河川 : 子浦川

## 歴史
- 1889年（明治22年）4月1日 - 町村制の施行により、羽咋郡聖川村、新宮村、針山村、平床村、散田村、原村、海老坂村及び下石村を廃し、その区域をもって羽咋郡南志雄村を設置する。
- 1933年（昭和8年）5月1日 - 羽咋郡志雄村、樋川村、南志雄村、北志雄村及び南邑知村を廃し、その区域をもって羽咋郡志雄村を設置する。